# Cortèges du Carnaval de Paris
Un char du cortège de la Mi-Carême.
Carnaval de Paris 1905.

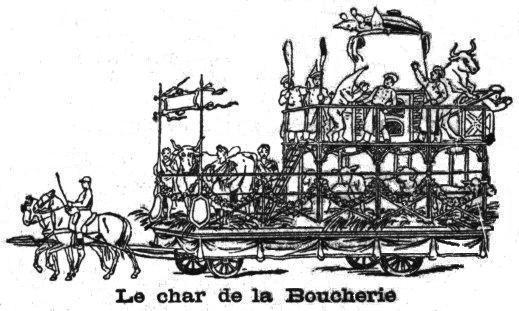
Un char du cortège de la Mi-Carême.
Carnaval de Paris 1905.

On conserve la description de nombreux cortèges du Carnaval de Paris. Dans cet article ils figurent chronologiquement, avec à la fin une liste alphabétique des chars qui ont défilé à Paris.
Cet article, qui est loin d'être exhaustif, est à compléter.

## 1732 – Cortège de l'ambassadeur de Venise
Extrait du Journal anecdotique du règne de Louis XV, par E.J.F.Barbier :
— Cette année le carnaval a été très-remuant à Paris, même dans le peuple. Il y a eu beaucoup d'assemblées particulières ; les bals de l'Opéra ont été assez remplis, et la Porte-Saint-Antoine a été extrêmement fêtée les trois jours gras. Il faisait beau et doux. L'ambassadeur de Venise a fait la dépense d'une fort belle mascarade ; c'était un char en forme de gondole, et qui se terminait en haut par une grande coquille. Le ventre de la gondole était de carton bleu et doré ; on ne voyait point les roues. La coquille touchait aux lanternes. Le char était rempli de vingt personnes, en habit de caractère, qui étaient en amphithéâtre et qui jouaient de toutes sortes d'instruments. Il était tiré par six beaux chevaux, cocher et postillon masqués, et précédé par dix hommes à cheval, fort bien montés, représentant, par l'habit, des nations différentes. Sur ces dix, il y avait deux cors de chasse, un timbalier et deux trompettes qui répondaient à la symphonie du char. Depuis dix ans la Porte-Saint-Antoine était négligée, mais on n'y a jamais vu un concours de carrosses comme le mardi-gras. Les filles étaient obligées d'aller dans les allées de Vincennes.

## 4 février 1739 – Cortège du Bœuf Gras
Célèbre description du Cortège du Bœuf Gras, donnée par le Mercure de France, en février 1739. Durant presque trois siècles c'était la plus ancienne connue, avant la redécouverte en 2015 d'une autre plus ancienne, datant de 1712 :
À Paris & dans la plupart des grandes villes du Royaume, les Garçons Bouchers de chaque quartier se rassemblent ordinairement tous les ans le Jeudi gras, & promènent par la Ville, au son des Instrumens, un Bœuf qu'il choisissent de belle encolure, & qu'ils parent de guirlandes de fleurs & autres ornemens; On l'apelle à Paris, Le Bœuf gras, & dans plusieurs Villes de Province, Le Bœuf villé, parce qu'on le promene par la ville.
Cet usage, qui est fort ancien, paroît être un reste de certaines Fêtes du Pagannisme, & singulierement des Sacrifices que l'on faisoit aux faux Dieux. En effet, les Garçons Bouchers s'habillent pour cette cérémonie, à peu près de même que l'étoient les Esclaves des Sacrificateurs; Le Bœuf gras est paré dans le même goût, que ceux que l'on immoloit pour victimes, & les Bouchers ont des Instrumens, comme on en avoit aux Sacrifices.
Tout ce qu'il y a de plus ici, c'est que l'on met sur le Bœuf un Enfant, qui tient en main un Sceptre, et que les Bouchers apellent leur Roy, ce qui a sans doute été introduit dans les temps, où la plupart des Communautés donnoient à leur Chef le titre de Roy, comme les Rois de l'Arbaleste & de l'Arquebuse, le Roy des Violons, & plusieurs autres semblables.
Les Garçons Bouchers de la Boucherie de l'Aport de Paris, n'ont pas attendu cette année le jour ordinaire pour faire leur Fête du Bœuf gras; dès le Mercredi matin, 4. du mois de Fevrier, veille du Jeudi gras, il se rassemblerent, & promenerent par la Ville un Bœuf, qui avoit sur la tête, au lieu d'aigrette, une grosse branche de Laurier-cerise, & il étoit couvert d'un tapis qui lui servoit de housse.
Le jeune Roy de la Fête, qui étoit monté sur le Bœuf gras, avoit un grand Ruban bleu, passé en Echarpe, et tenoit d'une main un Sceptre doré & de l'autre son épée nuë.
Les Garçons Bouchers qui l'accompagnaient, environ au nombre de quinze, étoient tous vétus de corsets rouges, avec des trousses blanches, ayant sur la tête une espèce de turban ou de toque rouge, bordé de blanc.
Deux d'entre eux tenoient le Bœuf par les cornes, & le conduisoient; plusieurs avaient des Violons, Fifres et Tambours, et les autres portoient des bâtons.
Ils allerent en cet équipage en differens Quartiers de Paris, & principalement l'Hôtel du Bailliage, chés M. le Premier Président, pour lui donner une Aubade.
Comme ce Chef du Parlement étoit encore à la Grand-Chambre, les Bouchers prirent le parti de l'aller attendre sur son passage; & pour cela ils firent monter le Bœuf par l'Escalier de la Sainte Chapelle, & vinrent dans la Grand'-Salle du Palais, jusqu'à la Porte du Parquet des Huissiers de la Grand'-Chambre.
Lorsque le Premier Président sortit, il se mirent en haye sur son passage, & le saluérent au son de leurs Instrumens. Pendant cette Aubade ils avoient éloigné le Bœuf gras vers le passage des Enquêtes; & après que ce Magistrat fut passé, ils se promenerent avec le Bœuf dans plusieurs des Salles du Palais, et le firent descendre enfin par l'Escalier de la Cour neuve, du côté de la Place Dauphine; & ils continuerent leur cérémonie dans Paris.
On n'avoir point encore vû le Bœuf gras dans les Salles du Palais, lesquelles sont au moins à la hauteur d'un premier étage; & on aurait peine à le croire, si un grand nombre de Parisiens n'avoient vû ce Spectacle singulier.
Le lendemain des Bouchers d'un autre quartier promenerent aussi un Bœuf, mais ils ne vinrent point au Palais.

## Février 1859 – Préparatifs et cortège des Bœufs Gras
Léo de Bernard, écrit dans le journal Le Monde Illustré :
Nous touchons à l'époque de l'année où le marché de Poissy, nous devrions dire ses foires hebdomadaires, grands entrepôts des animaux destinés à l'alimentation de Paris, ont le privilège d'exciter l'attention universelle. Tous les journaux s'empressent d'annoncer à la France quel est l'habile éleveur qui a triomphé dans le concours destiné à donner à la grande promenade du carnaval parisien ses héros triomphateurs.
Ce marché, à qui les riches éleveurs ruraux, les nombreux et rusés maquignons, et le concours si varié des bouchers de Paris et des localités voisines donnent une physionomie si étrange, a été, cette année, malgré la disette générale des fourrages, digne de sa réputation, et de celle de nos cultivateurs normands. Son champ offrait, le jeudi 24 février dernier, un spectacle magnifique. Parmi les bestiaux soumis à l'appréciation du jury et qui ont mérité à la plupart de leurs maîtres les éloges des examinateurs, six fixèrent le choix préalable des juges et furent désignés pour le concours. Sur le nombre, trois furent définitivement primés pour la promenade des jours gras, Bastien, Lombard et Turin; tous trois appartenaient à M. Adeline, le célèbre éleveur normand, déjà connu par ses succès spéciaux. Le boucher qui en est devenu l'acquéreur est M. Meeh, dont le magasin est situé rue Saint-André-des-Arts.
Chacun de ces animaux a eu son jour de grandeur. Bastien a paru le premier : sa hauteur était de 1 mètre 67 centimètres prise au garrot, sa longueur de 2 mètres 88 centimètres, et son poids de 1, 225 kilogrammes. Il était placé, comme d'habitude sur un char de la plus riche ornementation, décoré d'oriflammes et de guirlandes, et traîné par quatre chevaux conduits à l'allemande. Quatre sacrificateurs en tunique de pourpre se tenaient aux quatre coins du char.
Ce char, précédé par un détachement à cheval de la garde de Paris ouvrant la marche, par deux coureurs blasonnés aux armes municipales, une nombreuse escouade de tambours, une troupe de musiciens à cheval en travestissements variés et trois compagnies en costumes Louis XV, portant des bannières de couleurs diverses, était suivi par un autre char allégorique où les principaux dieux de l'antiquité païenne se groupaient au milieu des trophées, des drapeaux et des fleurs. Une foule d'autres cavaliers en riches et pittoresques costumes et un grand nombre de voitures où se trouvaient les inspecteurs de la boucherie, etc., terminaient ce cortège, que fermait un nouveau détachement fourni par la cavalerie de la garde de Paris.
Le cortège s'est rendu, comme de coutume aux palais et aux hôtels des premiers personnages de l'État, et a prolongé, au milieu de l'empressement habituel, sa promenade triomphale sur les boulevards et dans les principaux quartiers de Paris. Ovations funèbres qui ne devaient traverser, aux acclamations populaires, les honneurs et le Capitole que pour arriver à cette roche Tarpéienne des bœufs triomphateurs que l'on appelle... l'abattoir. Sic transit gloria mundi

## Cortège de la Mi-Carême 1893
Le Journal Illustré écrit : 
Tout a conspiré en faveur d'une réussite complète : le temps, qui a été d'une douceur exquise, les confetti et les serpentins, confectionnés en abondance, qui avaient donné aux belligérants des munitions. Et qui n'était pas belligérant ? Les dernières résistances ont été vaincues. Il y avait contre les confetti des préventions. On leur reprochait, étant quelquefois ramassés à terre, d'être souillés de la poussière du sol. C'est un reproche qu'on n'a plus à leur faire, il y en a telle quantité qu'ils sont dépensés dans leur fraîcheur.
C'est devenu un divertissement universel. Les plus hésitants sont sortis de leur réserve, ils en ont reçu, ils en ont jeté. On a vu des messieurs très graves, des dames du meilleur monde, sans scrupule ni fausse gêne, se livrer à cet exercice, décidément entré dans nos mœurs.
Il est sans inconvénient, il n'est pas dangereux, pas salissant, et il crée cette complicité carnavalesque de tous, sans laquelle il n'est point de bon carnaval possible.
Le serpentin, d'une autre manière, plus gracieuse peut-être, a contribué à l'éclat de cette fête exceptionnelle qui comptera dans les fastes de la franche gaité parisienne. C'est un décorateur incomparable, avec ses tons fins et délicats, ses frissons légers. Il ondule, serpente, flotte, en banderoles capricieuses, et transforme les rues prosaïques en un décor de féerie. Vu de haut, à travers le gracieux tissu de ces fils entremêlés, roses, bleus, jaunes, d'un pâle si alangui, on eût dit d'un paysage idéal, d'un paysage d'hiver tout poudré de givre multicolore.
Le confetti et le serpentin ont été pour cette Mi-Carême ce que la lanterne vénitienne a été pour le 30 juin 1878.
Il y a eu trois reines qui ont donné lieu à trois cortèges, – et en plus le cortège des étudiants qui a été le clou de cette joyeuse journée.
Il y a eu la reine des reines, la reine du Temple et la reine du syndicat.
Les étudiants.
Les étudiants avaient la veille retiré au siège du comité, rue des Écoles, leurs costumes et dès dix heures du matin ils sillonnaient les environs du boulevard Saint-Michel.
On déjeune au galop, dans un restaurant voisin, pendant que devant la porte des garçons ornent de fleurs les roues des bicyclettes qui ouvriront le cortège. A onze heures, c'est une montée tumultueuse vers la place de la Sorbonne, où les commissaires courent de tous côtés, donnant des ordres et des contre-ordres. Le départ est fixé à 11 heures et demie, mais l'arrivée est lente et ce n'est qu'à midi qu'on peut passer une revue succincte du cortège.
Six omnibus, une tapissière et un landau ont été retenus. Ils sont pris d'assaut, et on descend au pas, au milieu d'une foule

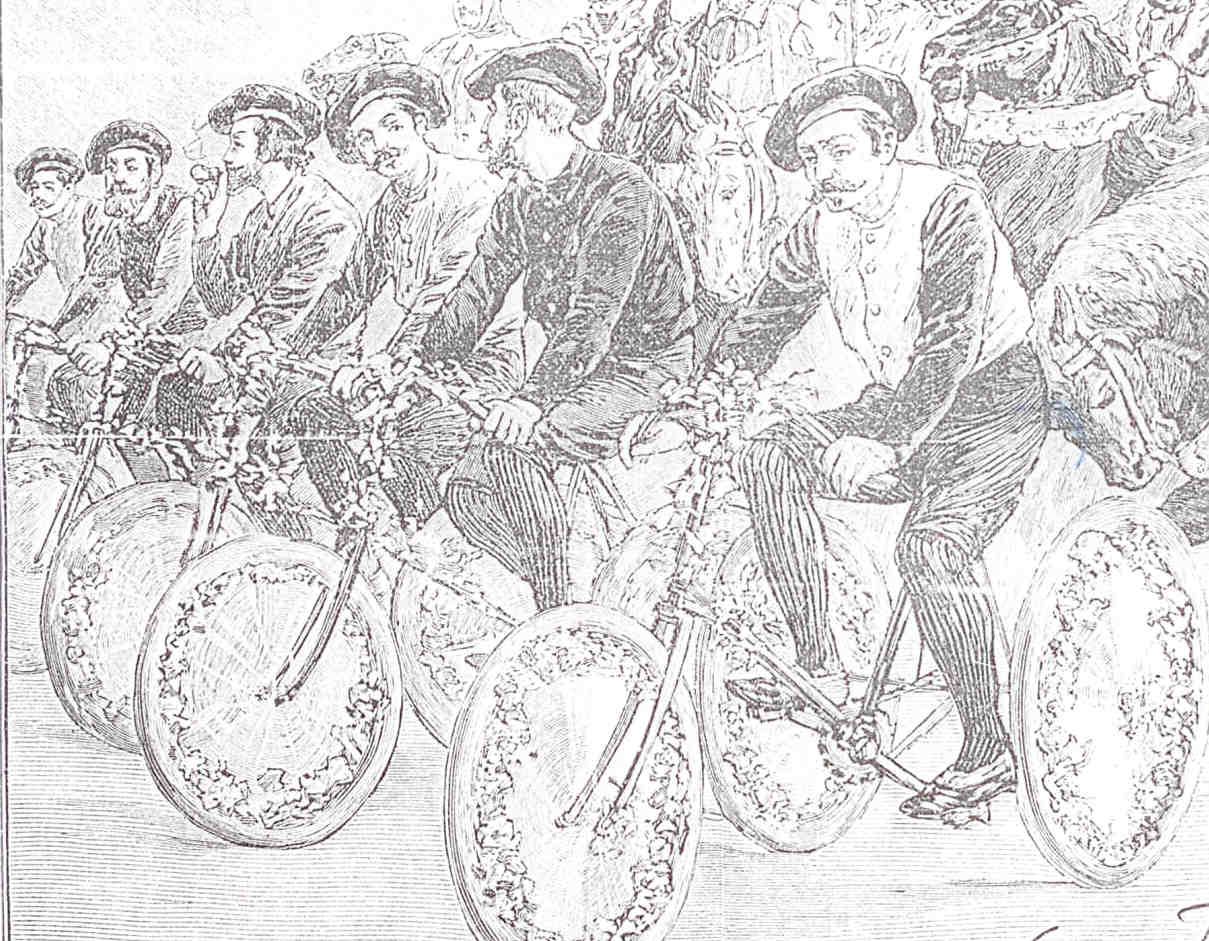
En tête du cortège des étudiants.

compacte, le boulevard Saint-Michel qu'on fait retentir d'airs baroques, de chants et de hurlements.
A midi et demi, on arrive par le boulevard Saint-Germain devant la Chambre des députés. Aussitôt de toutes les voitures où l'orchestre carnavalesque est disposé, monte, en hosanna, un Taraboum-de-hay des moins harmonieux.
« Le pont de la Concorde ! tout le monde descend de voiture. » Les omnibus reviennent sur leurs pas, le cortège traverse en désordre la place de la Concorde et gagne l'avenue Ledoyen au Cours-la-Reine. Aussitôt on se met en ordre.
Les étudiants doivent prendre place après les chars du Temple qui ouvrent la marche du grand cortège.
On se range pour n'avoir qu'à défiler au commandement.
En tête, six jeunes gens montés sur bicyclettes et commandés par une jeune fille sur tricycle. Tous sont en tenue ordinaire, maillot et blouse multicolores avec le béret officiel, que les étudiants semblent vouloir faire revivre.
Ils précèdent le sire Carnaval, mannequin d'osier, recouvert d'étoffes jaunes et rouges. On le lie sur un âne ; d'un côté un joyeux viveur au teint rose comme son costume : c'est Mardi-Gras ; de l'autre un Basile bedonnant, et qui, en public, de son pinceau donne une solennelle et onctueuse bénédiction, le soutiennent.
La bannière du quartier Latin semble les couvrir de son ombre. Elle est escortée de beaux cavaliers en frais costumes d'étudiants du règne de St-Louis, de l'époque de Charles Martel et du XVIIe siècle.
Voici après une Héloïse rose en sa robe blanche, et un Abeilard pâle en sa robe rouge et que poursuit de ses grands ciseaux Fulbert ; tout un escadron à âne de docteurs et de doctoresses de Molière : robe noire et chapeau pointu avec perruques bariolées.
La musique de l'Armée chahutiste a su, par des airs entraînant, ne pas laisser éteindre l'ardeur des soldats chahutistes. Leur équipement : pantalon bleu à raies rouges, tunique rouge, képi bleu et rouge, surmonté d'un petit balai avec un fusil et un sac à deux sous. On avait choisi des armes de petit calibre pour ne pas charger outre mesure des soldats dont le rôle était de donner les cancans les plus échevelés, de se livrer à toutes les fantaisies d'une chorégraphie sans méthode ; et la foule, qui n'a cessé de leur prodiguer bravos et éclats de rire, leur a prouvé qu'ils n'avaient pas été au-dessous de leur tâche.
La vérité historique forçait cette armée à avoir un grand nombre de vivandières, qui ont bientôt déserté la cantine pour vendre En arrière ! organe officiel de l'armée du chahut, son unique numéro illustré, 50 centimes. C'était le prix minimum, mais les plus habiles savaient, -elles y avaient intérêt, - en tirer meilleur compte. Demandez à M. Lozé à qui on a oublié - les pauvres en auront le profit - de rendre la monnaie de 2 francs. Rechignait-on, ces dames que la pudeur n'arrêtent guère, montraient en un gracieux sourire de belles dents sous leurs grands chapeaux Miss Helyett ; s'il le fallait même, elles savaient d'un mouvement rapide relever, faire voler à hauteur de nez la jupe noire qui les recouvrait. Elles couraient ainsi de groupe en groupe - verbe haut et pied leste, remplissant vite leur escarcelle : un bonnet de nuit renfermé et tenu ouvert par un petit cerceau, épuisant leur provision du journal que les commissaires spéciaux, triomphalement installés dans un landau, leurs distribuaient.
Les différentes écoles représentées par des cornues et d'énormes seringues, des instruments de chirurgie intime, un code et une balance, dont les plateaux refusent obstinément de se tenir sur la ligne horizontale, précèdent les soldants coloniaux avec la bannière dont nous avons déjà parlé, et trainent, enchaîné, un Behanzin volontaire, beau noir de sang royal sénégalais.
Ses chaînes, en spirales multicolores, les pistolets d'aspect antique, ne semblent pas troubler sa placide figure.
Le défilé sur les boulevards.
Les clairons sonnent, les tambours roulent, les musiques y vont de leur morceau, les étudiants chantent et dansent et les ânes de Robinson prennent leur petit pas saccadé.
Par l'avenue Marigny on arrive à l’Élisée, où M. le Président de la République, sur la terrasse assiste au défilé. Il répond par un salut aux acclamations des étudiants et ceux-ci vont remettre une corbeille de fleurs à Mme Carnot.
Le cortège s'engage rue du Faubourg-Saint-Honoré, puis rue Royale où les gradins de la Madeleine présentent le plus pittoresque spectacle de milliers de têtes couvertes - pour se préserver du soleil - d'un journal ou d'un mouchoir.
Sur tout le parcours les acclamations retentissent : Vive le quartier Latin ! et les chahutistes se mettent en nage pour mériter ces louanges ; les bis redoublent, et les bigophones reprennent les refrains cadencés. Chaque halte amène le recommencement du spectacle devant la foule renouvelée.
Dans leur landau, les commissaires saluent cérémonieusement ceux qui les applaudissent et choisissent dans les groupes des jeunes filles à qui ils lancent des confetti réunis en petite bombe qui éclate et répand une pluie bariolée lorsqu'elle arrive au but.
L'un d'eux a mis sa main dans une manche de lustrine que termine une main minuscule en carton, et rien n'est cocasse comme de voir ce salut étriqué fait par un personnage aux allures officielles.
Devant l'Hôtel de Ville, où on arrive à 5 heures et demie, la gaieté et l'entrain des jeunes gens redoublent ; ils donnent aux conseillers municipaux et aux membres du jury, un échantillon, comme disait l'un d'eux, « de nos meilleures aptitudes ».
Les commissaires vont serrer la main de ces messieurs, qui les félicitent de l'entrain endiablé qu'ils ont donné à la journée.
La reine des reines à son tour arrive à l'Hôtel de Ville, et le Conseil municipal la reçoit.

## Le Bœuf Gras 1896 vu par un journal lyonnais
Jacques Mauprat écrit dans Le Progrès Illustré :
C'est aujourd'hui mardi gras, c'est-à-dire le jour où Carnaval devrait battre son plein. On ne s'en douterait guère sans l'almanach. Lyon est de moins en moins carnavalesque. C'est à peine si, de toute la journée, quelques modestes chienlits se sont risqués à promener des oripeaux défraîchis parmi les passants indifférents ou gouailleurs. Quant aux orgies de chair que l'observance du carême expliquait jadis, il n'en est même plus question. Ces mangeailles rabelaisiennes ont complètement disparu de nos mœurs.
Paris, au moins, vient de retrouver le Bœuf Gras. Sur les boulevards, le Carnaval a été follement gai, promenant des chars d'une superbe décoration, véritable féerie ambulante, au milieu d'une foule énorme qui oubliait, dans les larges allégresses de la rue, les soucis de l'heure présente.
Il n'y a pas longtemps que le Carnaval à Paris a reconquis sa splendeur d'autrefois, au point de, dépasser aujourd'hui celui de Nice. Comme à Lyon, il semblait bien mort. Et tout d'un coup il est redevenu vivant, magnifique, tumultueux, évoquant avec un éclat qu'il n'eurent jamais les légendaires souvenirs de la Courtille.
C'est le confetti qui fit ce miracle. C'est à ce petit rond de papier qu'est dû la restauration de Sa Majesté Carnaval. Grâce à lui, grâce aux poignées indiscrètes de neige rose, blanche ou bleue, qu'échangent les passants avec une familiarité audacieuse, la gaieté provocante des carnavals du Midi a pu régner dans les rues de Paris, où elle emporte toute une population dans son tourbillon puissant.
Il est même curieux de constater l'élan fougueux, l'accès éperdu de Paris vers ce plaisir retrouvé. On dirait qu'il y a là comme une ardente recherche d'ivresse pour y noyer les préoccupations publiques ou privées. Il semble que ce soit une diversion impérieusement nécessaire, une trêve indispensable aux tristesses du moment.
Des esprits chagrins se lamentent même sur l'enthousiasme extrême qu'excita le cortège du Bœuf Gras, ils y voient la manifestation d'une décadence analogue à celle de Rome, à l'heure où les citoyens s'adonnaient passionnément aux fêtes et aux jeux sans se préoccuper de la chose publique en péril. Le Bœuf Gras, disent ces empêcheurs de carnavaler en rond, c'est le symbole du Veau d'Or, vil souverain des sociétés modernes auquel font cortège, des cohues hurlantes d'adorateurs corrompus...
Voilà de bien gros mots. Est-on si coupable de se distraire un peu ? Et ne faudrait-il pas avoir, dès le carnaval, figure de Carême prenant, parce que M. Ricard a eu des désagréments parlementaires ? Toutes ces admonestations sont en vérité bien prudhommesques - et puisque Paris s'amuse à voir défiler le Bœuf Gras dans un appareil de théâtre, qu'on le laisse en paix rire un brin. Je ne regrette qu'une chose, c'est qu'à Lyon on n'ait pas su en faire autant...

## 16 mars 1902. Cortège du Bœuf Gras
Ce cortège du Bœuf Gras défile le 16 mars 1902, peu après la Mi-Carême. Qui cette année-là tombe le 6 mars. Le Petit Parisien écrit :
LE BŒUF GRAS
La traditionnelle fête du bœuf gras, qui déroulait jadis ses fastes carnavalesques sur les grands boulevards, n'égaie plus maintenant, hélas ! que les habitants d'un tout petit coin de la capitale.
La joie des Parisiens du dix-neuvième arrondissement s'en trouve décuplée ; la localisation de cette cavalcade, demeurée chère au cœur du peuple, la rend plus précieuse encore à ceux qui ont la bonne fortune de la pouvoir contempler.
Disons tout de suite que la fête, organisée avec un certain souci d'art, a été gaie au-delà de toute expression. Jamais bœuf adipeux exhibé pour l'agrément des foules n'a été l'objet d'une curiosité plus ravie, et les rires ont éclaté en fusées vibrantes au passage des chars où de pittoresques allégories proclamaient la gloire du vin et le triomphe rabelaisien de la « mangeaille ».
Les chars, sortis de dessous les hangars où ils avaient été amenés la veille au soir, sont artistement décorés et les attributs dorés ou argentés qui les ornent brillent sous les rayons d'un soleil qui, malheureusement, se cache trop souvent derrière de gros nuages inquiétants.
Les figurants, et ils sont nombreux, près de cinq cents, hommes et femmes, se transforment hâtivement en hérauts d'armes, en seigneurs, en marmitons, moissonneurs, moissonneuses, etc. et la plus folle gaîté préside à tous ces apprêts.
De tous côtés vont et viennent des musiciens qui répètent les morceaux qu'ils exécuteront pendant la marche du cortège.
Vers onze heures, la foule commence à se masser aux abords du marché ; les plus curieux escaladent les grilles où montent sur les arbres pour jouir d'avance du coup d’œil.
Le bœuf gras attend seul, sans impatience, le moment de paraître en public.
C'est une superbe bête pesant douze cents kilogrammes et provenant des pâturages nivernais. Il a été fourni par des commissionnaires en bestiaux, MM. Juste, Brouard et Cie, et constitue, comme on sait, le gros lot de la tombola offerte par le comité.
Des brigades de gardiens de la paix, des détachements de la garde républicaine à cheval arrivent et vont se placer au milieu de la cour.
M. Grillière, commissaire divisionnaire, est secondé par MM. Cellier et Gauthier, officiers de paix.
C'est M. Touny, directeur de la police municipale, qui commandera et dirigera tout le service d'ordre.
Le départ de la cavalcade avait été fixé pour midi, mais malgré l'activité déployée par le grand chef du cortège, M. Ernest Aubert, ce n'est qu'à une heure et demie que le cortège se mettra en marche.
LE CORTÈGE
« Les voilà. Enfin ! » – « Vive la garde ! » – « Bravo les Gaulois ! » Tels sont les premiers cris de la foule quand la tête du cortège franchit la porte du marché.
Et dès lors, les applaudissements éclatent, la joie est sur tous les visages épanouis, et dans l'air résonnent les accents scandés, vibrants, de la Marche de Sambre-et-Meuse.
Le Petit Parisien a hier donné d'une façon très détaillée la composition des six groupes de la cavalcade, et nombreux sont les spectateurs qui, le journal en mains, admirent le défilé.
Nous ne reviendrons donc pas en détail sur la description des chars. Qu'il suffise d'ajouter qu'ils étaient magnifiques, très frais, et font honneur à leur constructeur, M. Hallé.
Le premier groupe, de style gaulois, est très applaudi. On admire les guerriers aux longues moustaches pendantes, les trompettes à cheval, les hérauts d'armes, le tambour-major à la taille gigantesque.
Puis le groupe de l'Agriculture paraît et soulève encore plus d'admiration. Il est, de fait, superbe.
Sur un char tout parsemé de gerbes de blé, de coquelicots, de bleuets, se dresse, merveilleusement belle, la déesse de l'agriculture.
C'est une écuyère de l'Hippodrome, Mlle Charlotte, qui représente la déesse. Elle est blonde comme les blés qui l'entourent et une couronne d'épis d'or étincelle dans ses cheveux.
Très gracieuse, elle est vivement acclamée, de même que les charmantes moissonneuses qui, sur la plate-forme, du char vont et viennent au milieu d'animaux divers.
Précédé de musiciens et de soldats, le landau du comité, attelé à la Daumont, est également très acclamé.
Vient ensuite le char Watteau qui recueille à son tour un juste tribut de démonstrations admiratives.
LE BŒUF GRAS !
Traîné par des chevaux noirs superbes, il s'avance doucement, avec indolence, sa masse énorme débordant, entouré par un imposant cortège, et pas du tout fier malgré l'or qui ennoblit ses cornes et les guirlande» de feuillage qui lui font comme un caparaçon de verdure.
Il recueille sur son passage les mêmes applaudissements qui ont accueilli ses devanciers, et comme pour eux le mort suivra de près, hélas ! le triomphe.
Le majestueux ruminant est flanqué de quatre sacrificateurs dont le plus léger pèse 103 kilogrammes, et d'un grand nombre d'autres personnages allégoriques.
Enfin, voici la char comique de Gargantua et son escorte brillante autant que bruyante. Le héros rabelaisien au ventre immense ouvre une large bouche dans laquelle, grâce à un ingénieux système installé à l'intérieur de son abdomen, une roue amène sans discontinuer une nourriture aussi abondante que variée gigots. jambons, pâtés. poissons, langoustes, voire des animaux tout entiers.
De loin en loin, sur le parcours, des musiques jouent des marches joyeuses.
Partout, la foule a été énorme, aux carrefours notamment, mais aucun accident ne s'est produit.
Elle s'est amusée tapement, tout ca jetant à pleines mains les confetti sur les figurants.
La gaîté s'est prolongée pendant toute la soirée ; on a dansé aux carrefours où des bals publics avaient été installés, et une retraite aux flambeaux, organisée par de joyeux jeunes gens, a même parcouru le quartier de la Villette.
Félicitons, en terminant, le comité qui a su malgré d'innombrables difficultés, donner à cette fête un incomparable relief en même temps qu'un caractère aimable qui a séduit tout le public.

## Trois chars du cortège du Bœuf Gras 1902

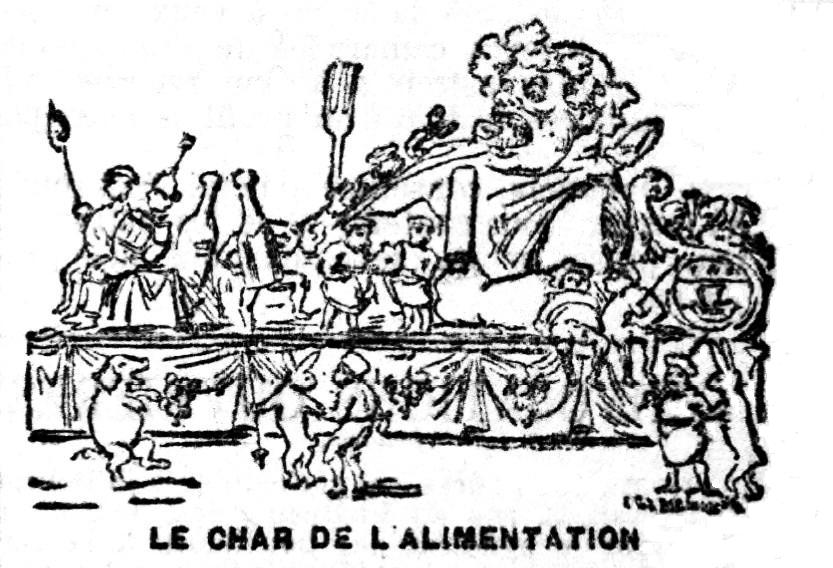
Char de Gargantua
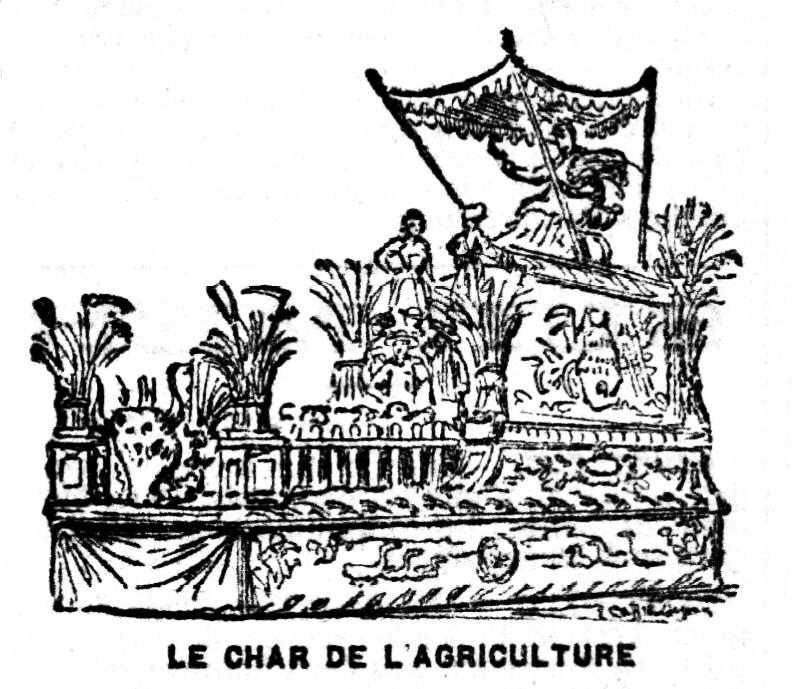
Char de l'agriculture
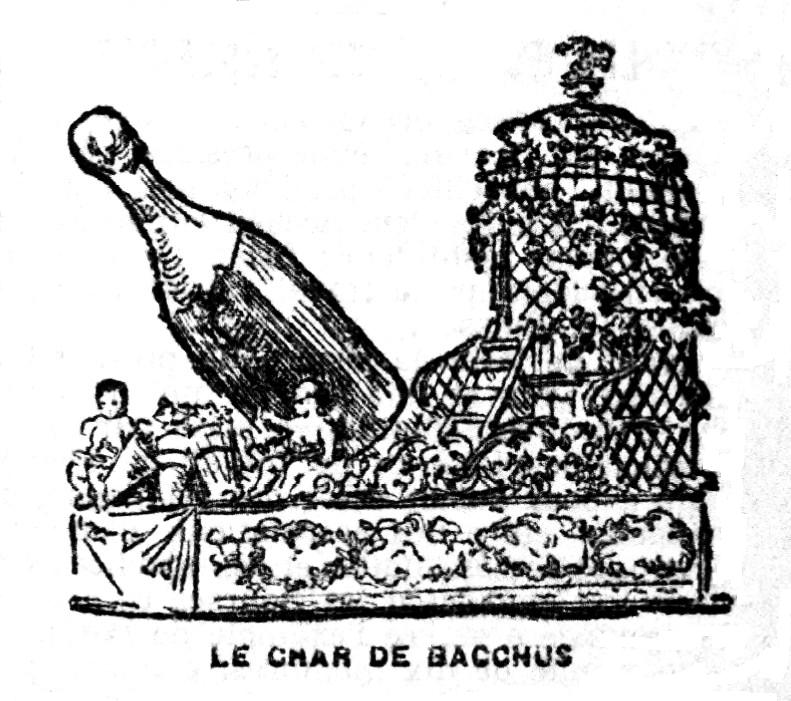
Char de Bacchus

## 3 mars 1910. Cortège de la Mi-Carême

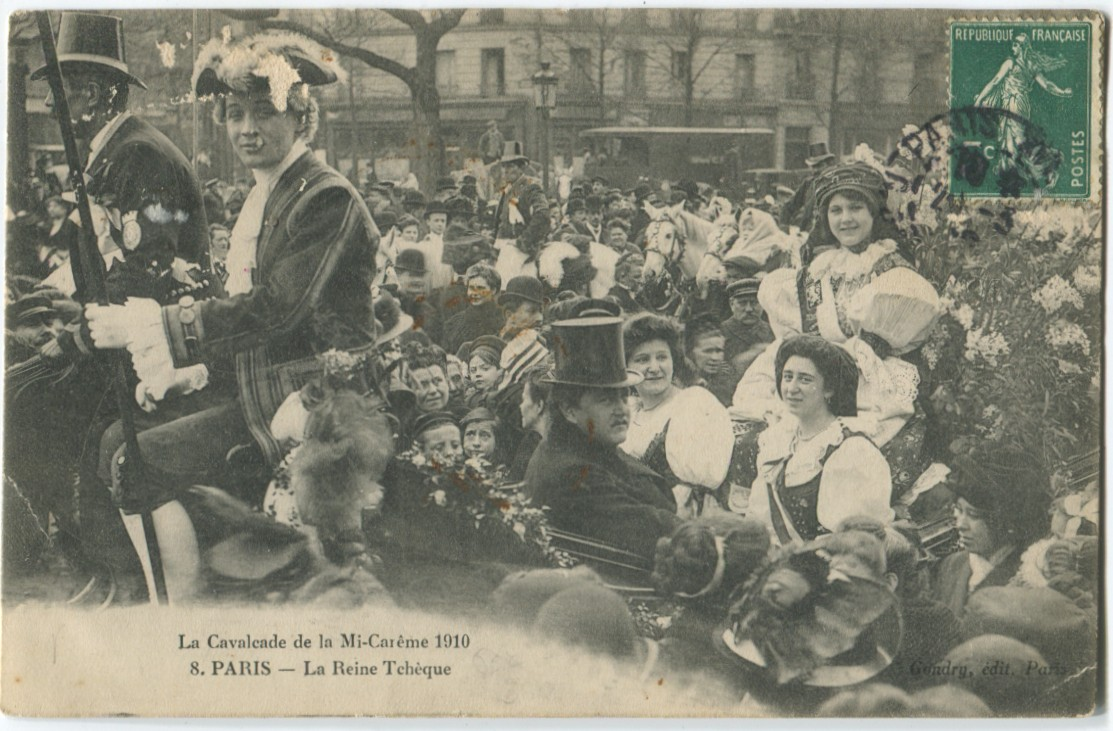
Le char de la reine tchèque Ruzena Brazova le 3 mars 1910.

Le Gaulois écrit : 
Si le soleil, qui avait brillé joyeusement pendant toute la matinée d'hier, s'est brusquement caché à l'instant précis où le cortège de la mi-carême a quitté la place d'Italie, point de concentration des chars, l'après-midi n'a pas été désagréable ; et la traditionnelle cavalcade a pu accomplir son long itinéraire sans encombre, au milieu d'une foule considérable très en gaieté.
Nous devons noter immédiatement que cette année, le cortège était particulièrement réussi ; l'ensemble était ravissant : chars heureusement compris, costumes chatoyants et groupes des plus amusants, souvent spirituels. Et, pour en rehausser l'éclat, une fort gracieuse reine de beauté étrangère, la reine tchèque Mlle Ruzena Brazova, rayonnante et délicieusement jolie dans son costume national. Paris a accueilli cette petite souveraine avec un enthousiasme délirant ; et c'est en souriant et en saluant le plus gentiment du monde qu'elle a répondu aux acclamations de la foule, qui criait : « Nazdar ! Nazdar ! » comme si elle n'avait jamais poussé aucun autre cri.
Le cortège était divisé en quatre parties distinctes : après les cavaliers de la garde municipale qui ouvraient la marche, venaient les sociétés de tambours et clairons, trompettes, fanfares, la Méchéria, l'Union des trompettes du douzième, puis les chars de l'actualité de l'année. Nous passons ainsi une revue pittoresque : le char de la Pataudine, c'est-à-dire le citoyen Pataud avec ses grévistes des différentes corporations ; celui du pôle Nord, celui de la Mode, celui des Grands Chapeaux féminins, etc., etc. On applaudit au passage et l'on fait fête ensuite aux reines des comités et syndicats parisiens qui ont pris place dans douze landaus joliment fleuris attelés chacun de quatre chevaux blancs.
Voici maintenant le cortège historique de Paris à travers les âges, le groupe de l'Association amicale des étudiants de France, le Club latin, qui a organisé le cortège du Pays latin au moyen âge, le char du Gibet de Montfaucon, l'Hostellerie de la Poule au pot, le Cabaret de la Pomme de pin, la Tour de Nesle, la Patrie en danger, etc., tous chars très bien composés. Les applaudissements redoublent : parait le landau de Mlle Ruzena Brazova ; la charmante reine tchèque est entourée de ses demoiselles d'honneur, également délicieuses, Mlles Vanneck ; le carrosse est superbement fleuri ; le cocher et le valet de pied ont revêtu la livrée de gala, rouge et or. Ce groupe, qui, on peut le dire, a tous les honneurs de la fête, est précédé des cinquante tambours et clairons de l'Algérienne marchant devant l'harmonie de notre excellent confrère le Journal, sous l'habile direction de M. Coquelet. Et aussitôt après viennent la Société de tambours et clairons la Générale et l'harmonie des Fêtes de Paris.
Pour terminer, voici le char de la reine des reines, entouré par un important groupe de seigneurs et cavaliers d'escorte. Ce char, fort admiré, représente Pégase entraînant la jeunesse à la conquête de l'air, avec une figuration allégorique de tous les progrès réalisés au vingtième siècle. C'est d'une belle envolée artistique. La reine des reines est revêtue d'une toilette de cour qui lui sied à merveille, en soie moirée, corsage et jupe ornés de dentelles parsemées d'or. Traîne garnie de points de Paris mouchetés d'or. Manteau de cour en velours bleu de roi rehaussé d'or avec motifs et écusson de la Ville de Paris ; col et bordure d'hermine.

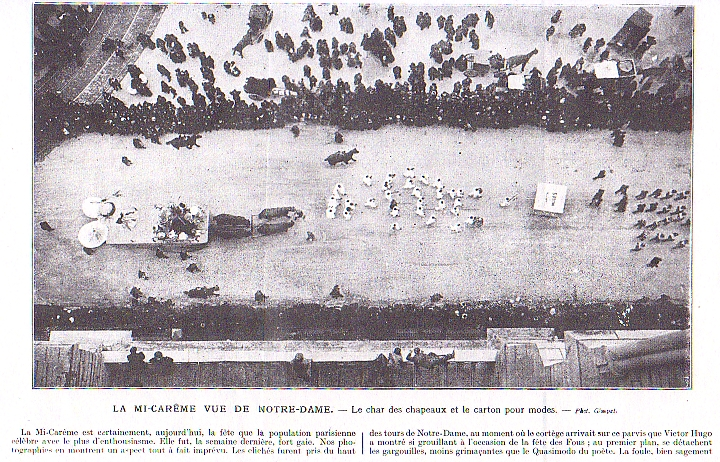
Mi-Carême 1910 : le char des Grands Chapeaux féminins et le carton pour modes vus du haut des tours de Notre-Dame.

Plusieurs sociétés musicales et des chars particuliers ferment la marche. Le cortège comprend trente chars, mille musiciens, trois cents cavaliers et quinze cents figurants, parmi lesquels un grand nombre de personnages historiques : Clovis, Charlemagne, saint Louis, Henri IV, Louis XIV, Napoléon Ier, Jeanne d'Arc, Jeanne Hachette, Blanche de Castille, etc. Et encore plusieurs associations d'étudiants égaient le cortège de leurs productions humoristiques, satiriques ou burlesques et apportent ainsi une note spéciale qui fait la joie de la foule.
Des arrêts ont lieu en cours de route, notamment à l'Hôtel de Ville et à l'Élysée, de telle sorte que la tête du cortège ne paraît pas sur les boulevards avant cinq heures et demie. C'est la cohue habituelle, on se presse sur les trottoirs en rangs compacts. Toutes les fenêtres sont depuis longtemps occupées et partout la gaieté est débordante ; les confettis font rage et le dernier cavalier du cortège est déjà loin que la bataille se poursuit toujours, acharnée.
La bataille ne cesse qu'à l'heure du dîner. C'est à regret que chacun quitte les boulevards, mais l'entracte est de courte durée. Dès neuf heures, la foule reparaît avec de nouvelles munitions et le petit jeu des confettis reprend avec frénésie. Il se poursuit ainsi bruyamment — et brillamment jusqu'après minuit. On profite largement de la trêve de Madame la Pluie !

## 23 mars 1911. Parcours du cortège de la Mi-Carême
Informations données par le programme officiel du défilé :
Départ : Place Clichy - Boulevard de Clichy - Boulevard des Batignolles - Boulevard Rochechouart - Boulevard Magenta - Boulevard de Strasbourg - Boulevard Sébastopol - Hôtel-de-Ville (Arrêt) - Rue de Rivoli (à gauche) - Place de la Concorde - Champs-Élysées - Avenue d'Antin - Élysée (Arrêt) - Faubourg Saint-Honoré - Rue Royale - Boulevard de la Madeleine - Boulevard des Capucines - Boulevard des Italiens - Boulevard Montmartre - Boulevard Poissonnière - Boulevard Bonne-Nouvelle - Boulevard Saint-Denis - Boulevard Saint-Martin - Place de la République (dislocation)
Banquet au Palais des Fêtes à 8 heures 1/2

## Chars de la Mi-Carême à Paris

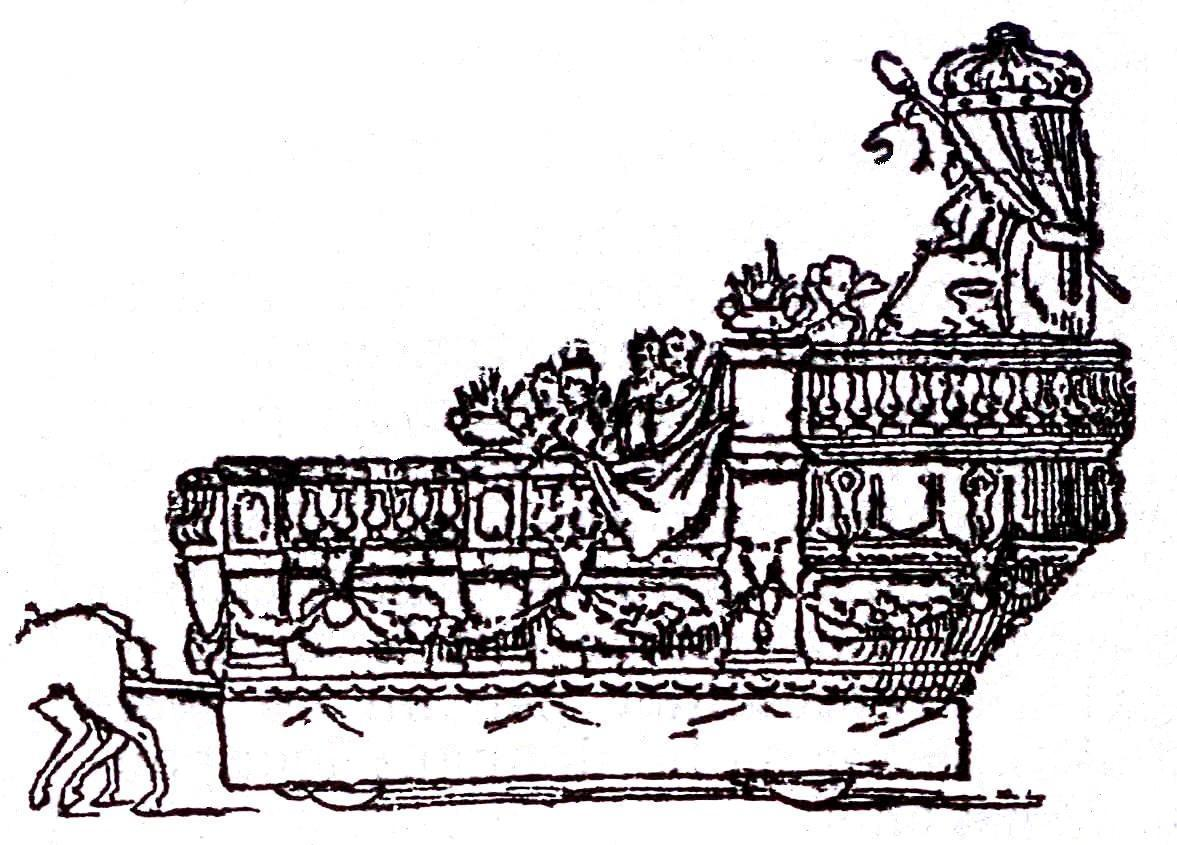
Char de la Reine des Reines 1893
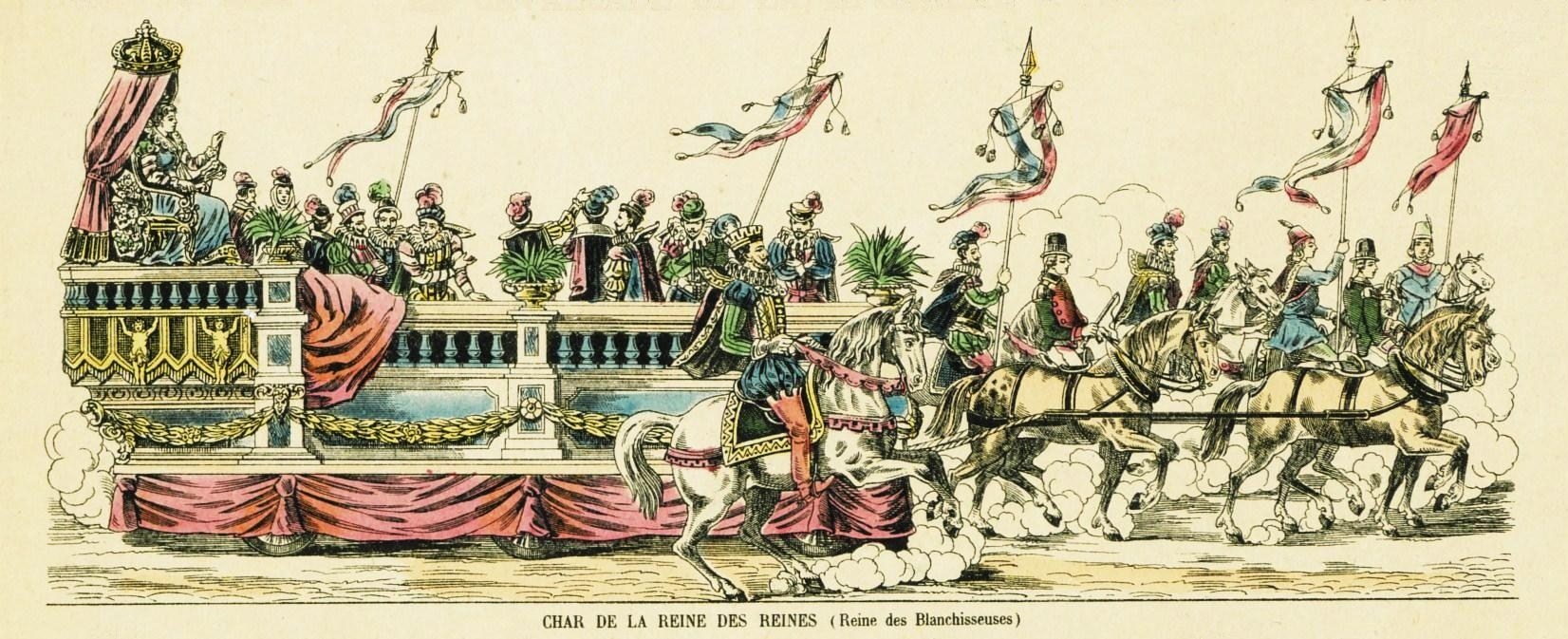
Char de la Reine des Reines 1894
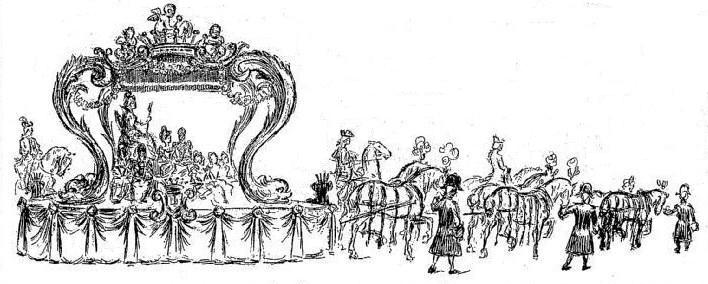
Char de la Reine des Reines 1895
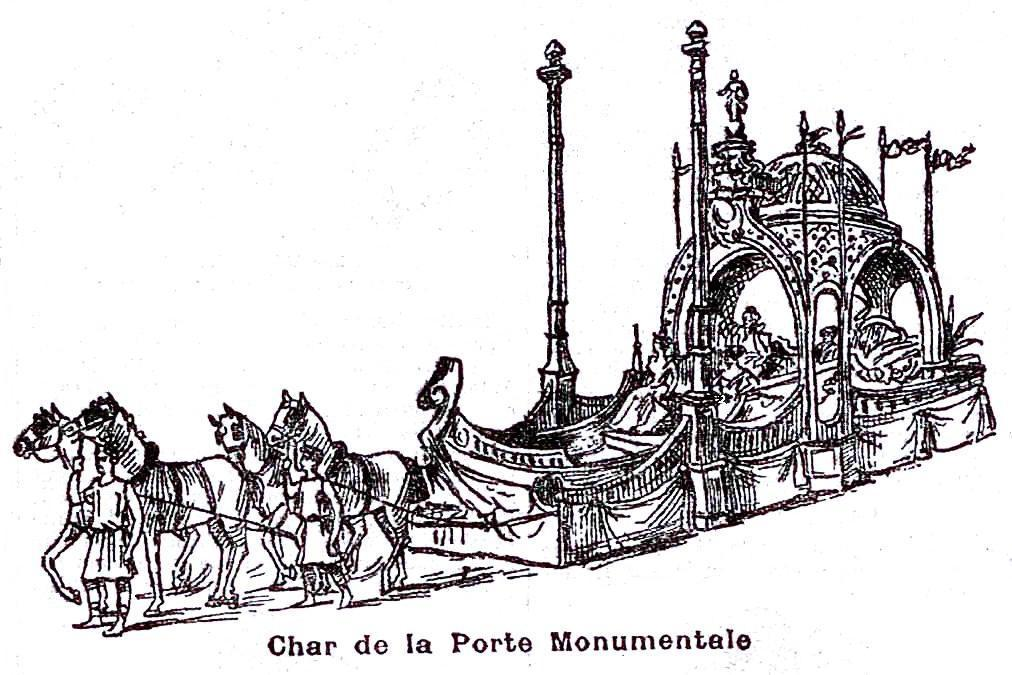
Char de la Porte Monumentale 1900
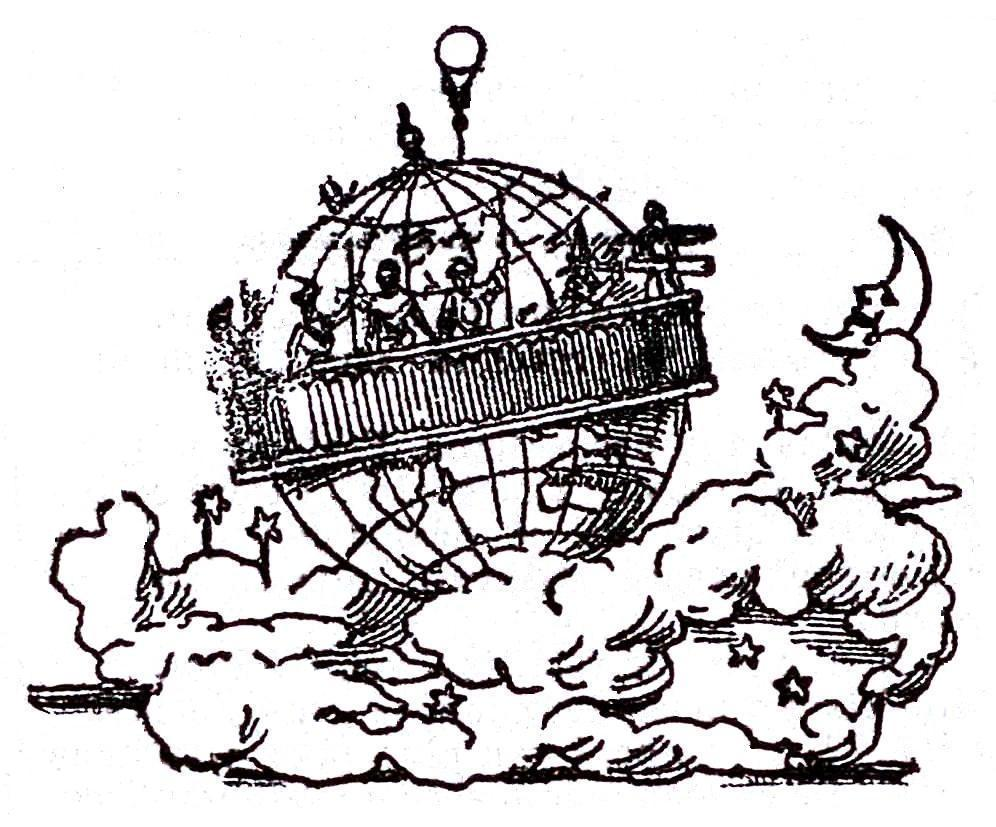
Char du Monde 1900
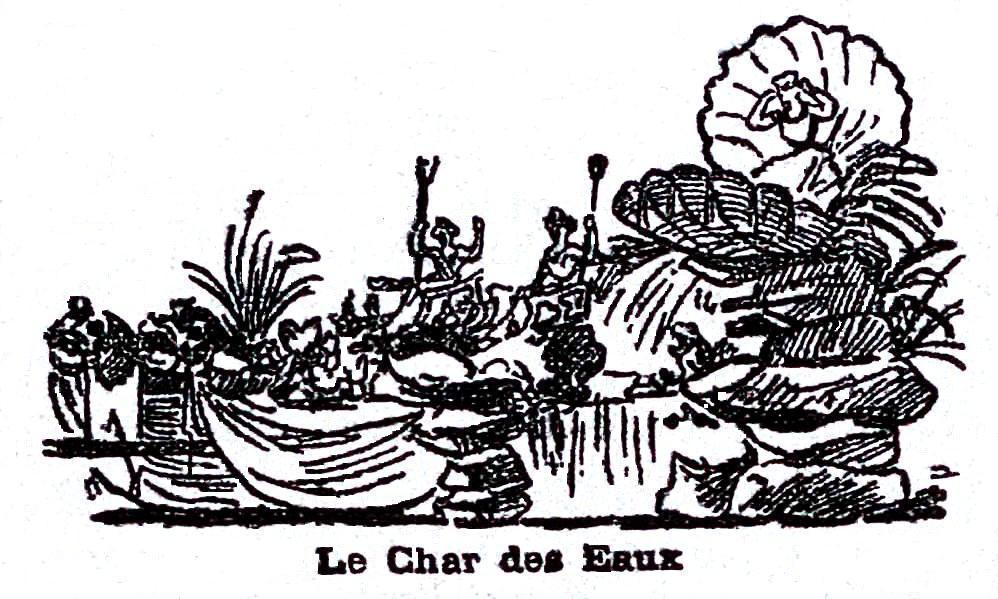
Char des Eaux 1900
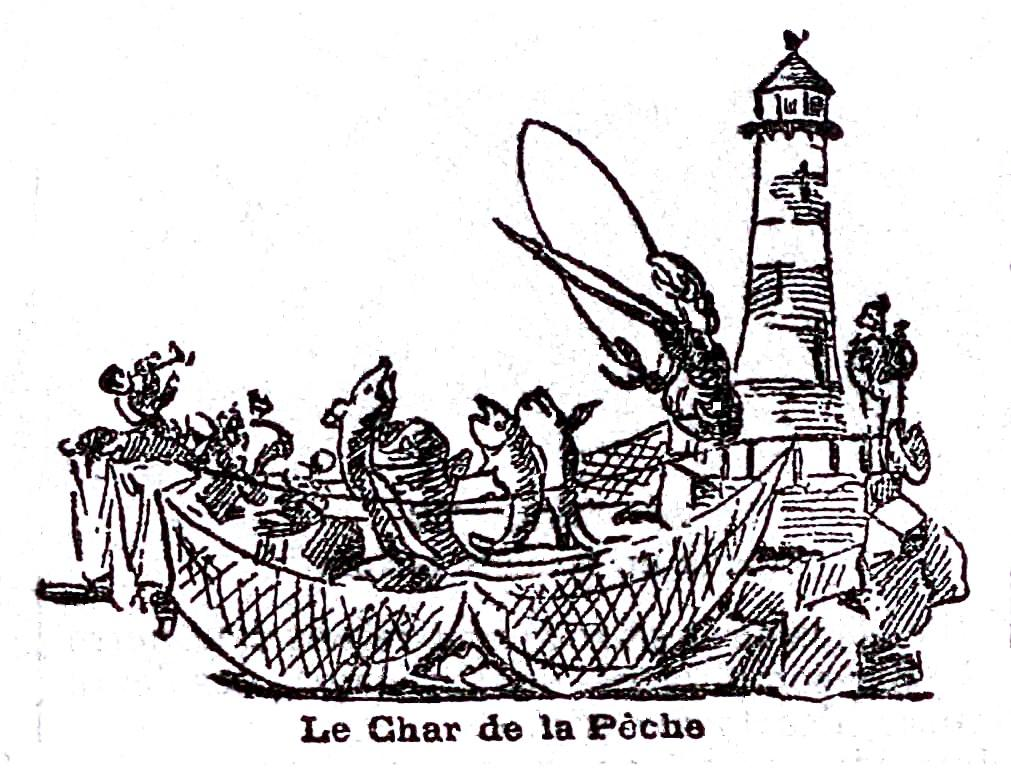
Char de la Pêche 1900
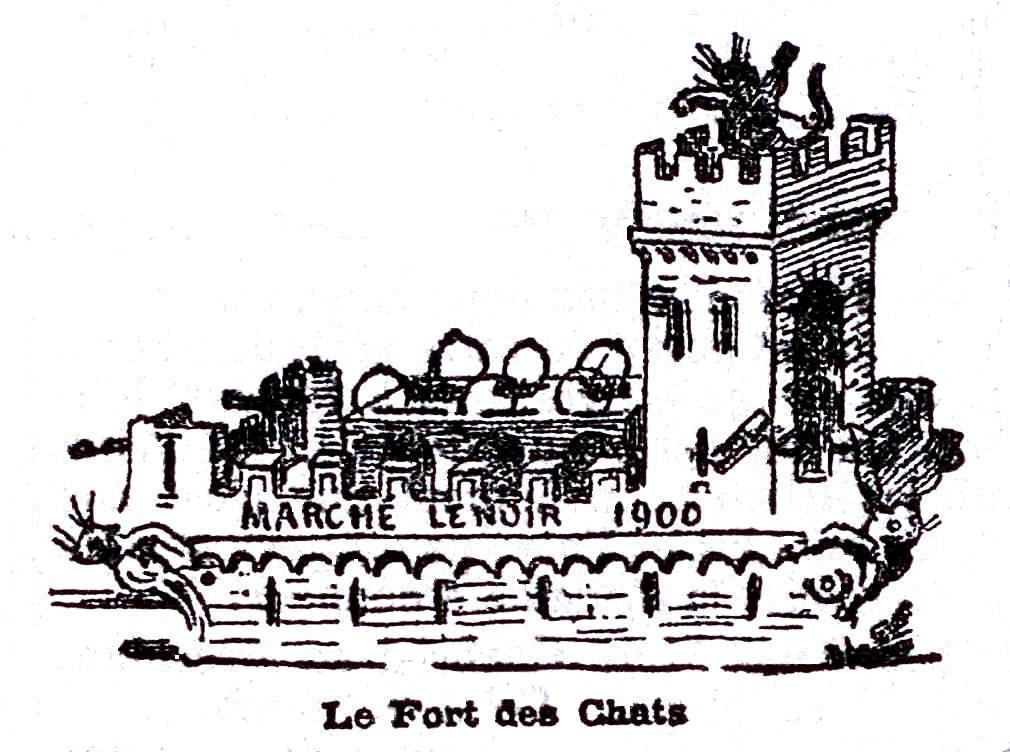
Char du Fort des Chats 1900
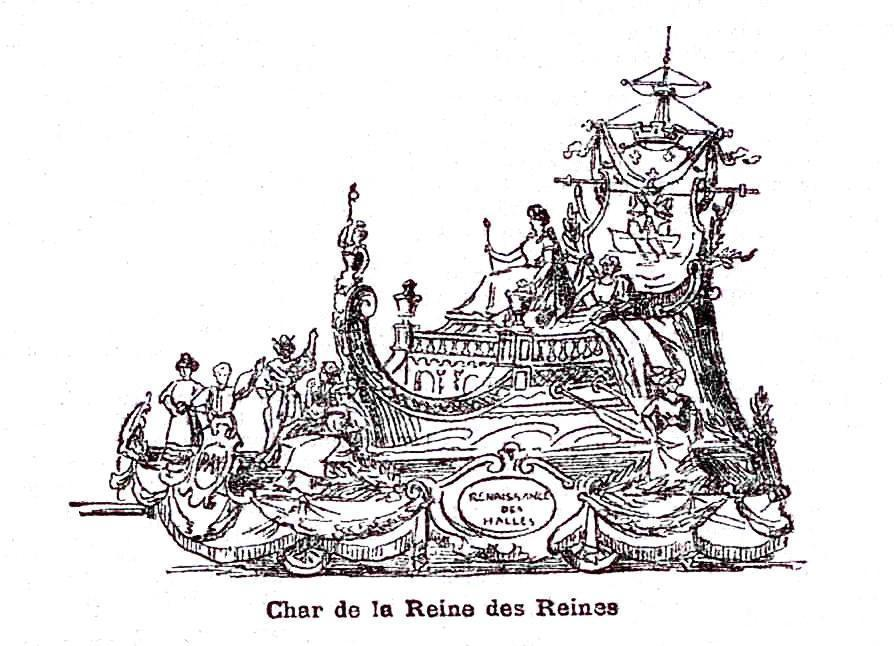
Char de la Reine des Reines 1901
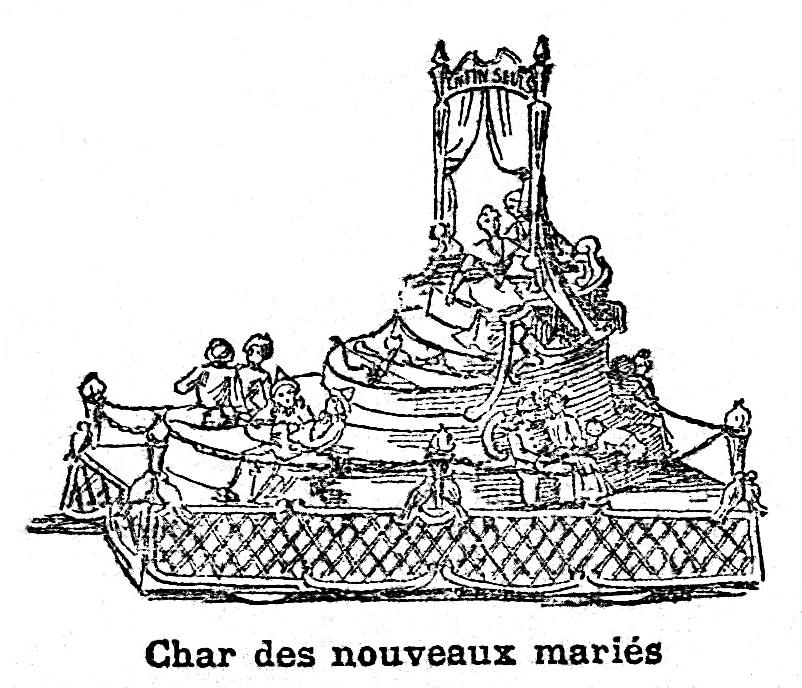
Char des nouveaux mariés 1901
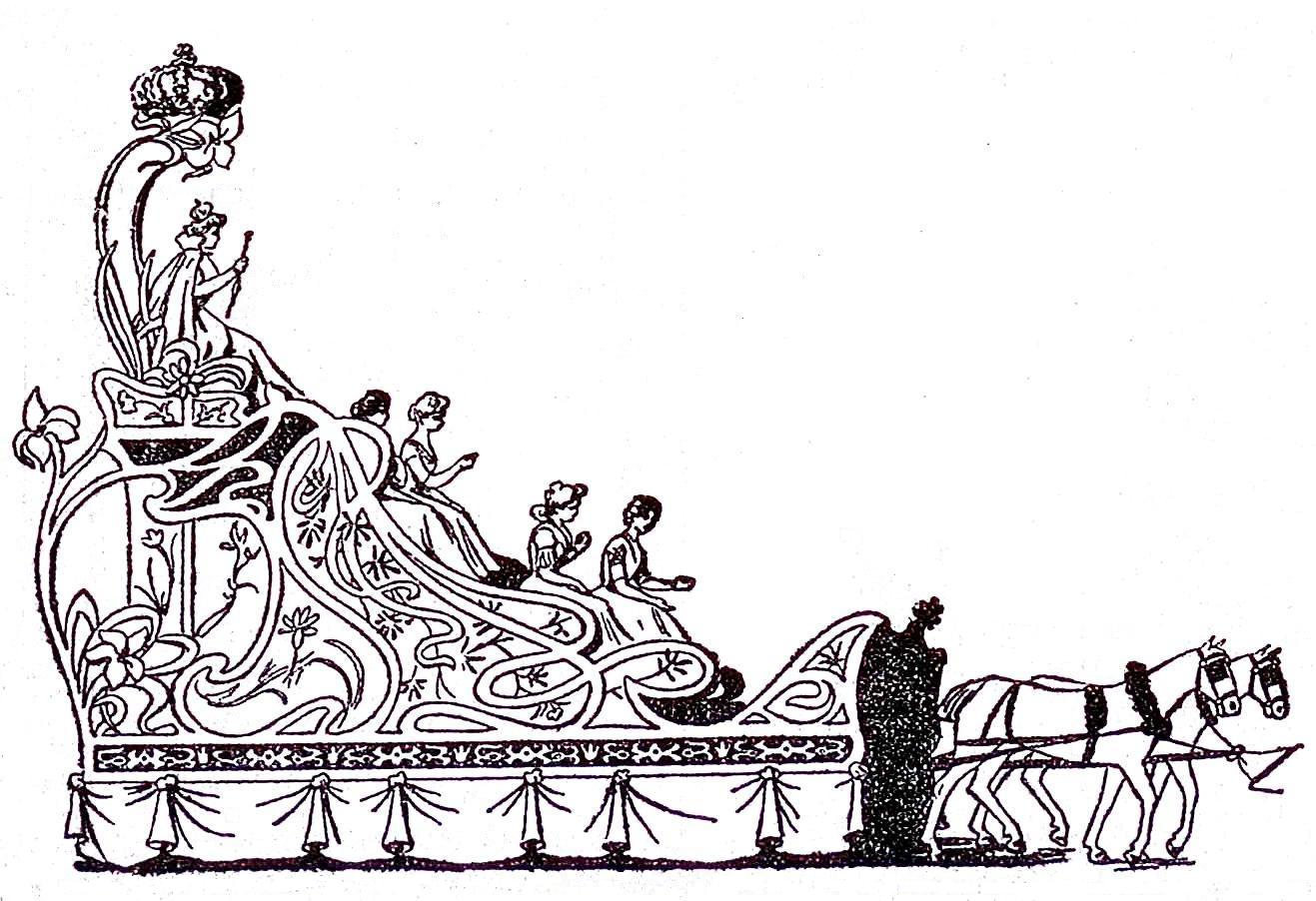
Char de la Reine des Reines de la rive droite 1902
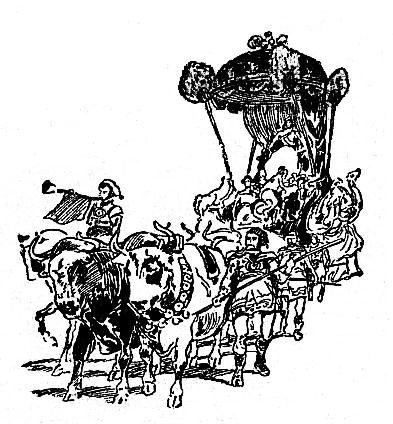
Char de la Reine des Reines de la rive gauche 1902
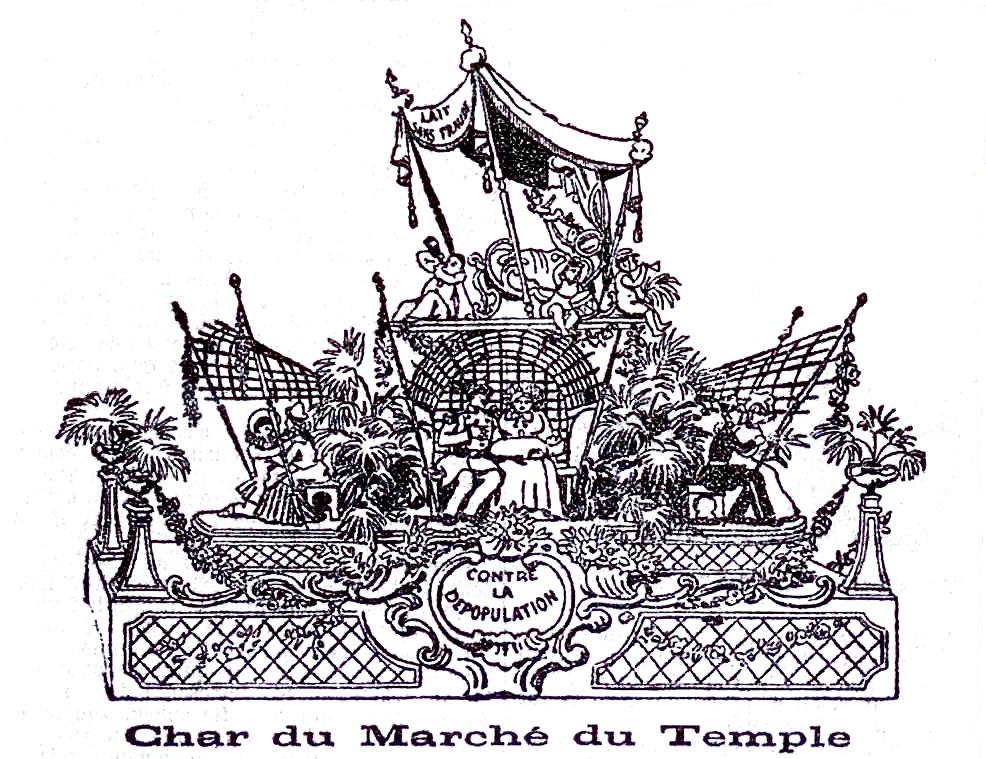
Char du Marché du Temple 1902
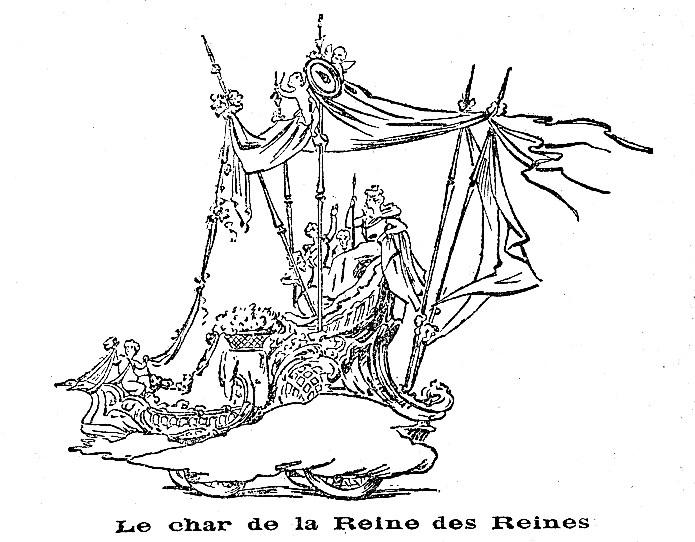
« La Victoire », char automobile de la Reine des Reines de la rive droite 1903
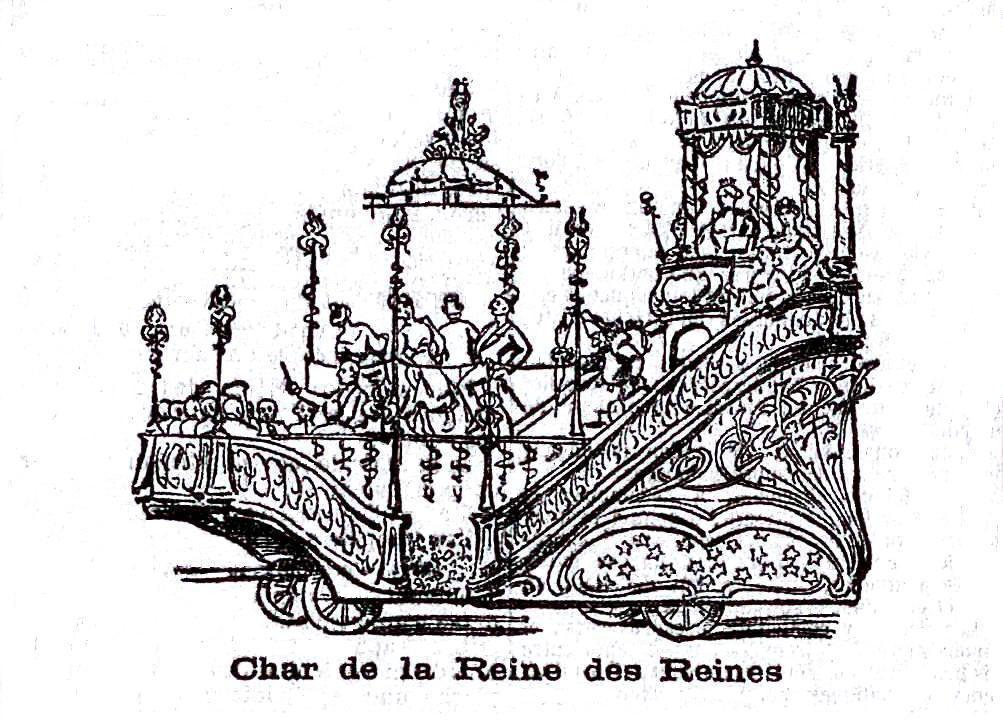
Char de la Reine des Reines de la rive droite 1904
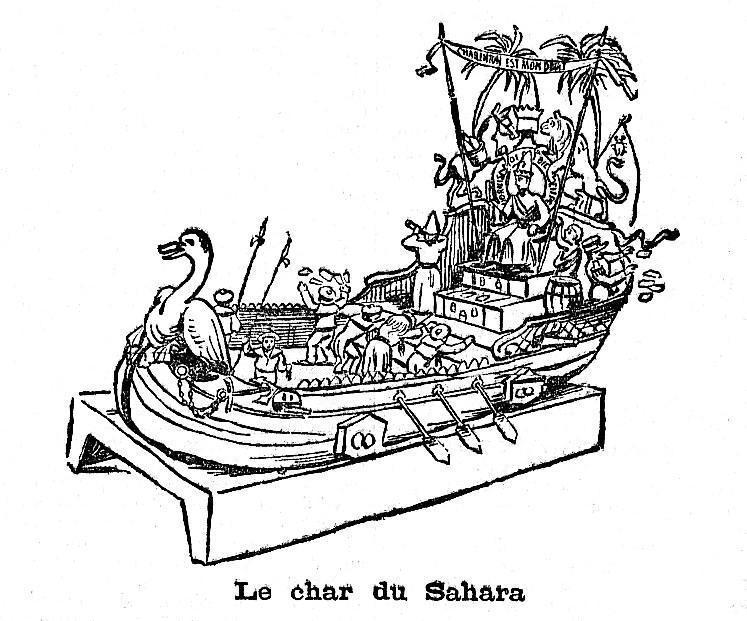
Char du Sahara 1904
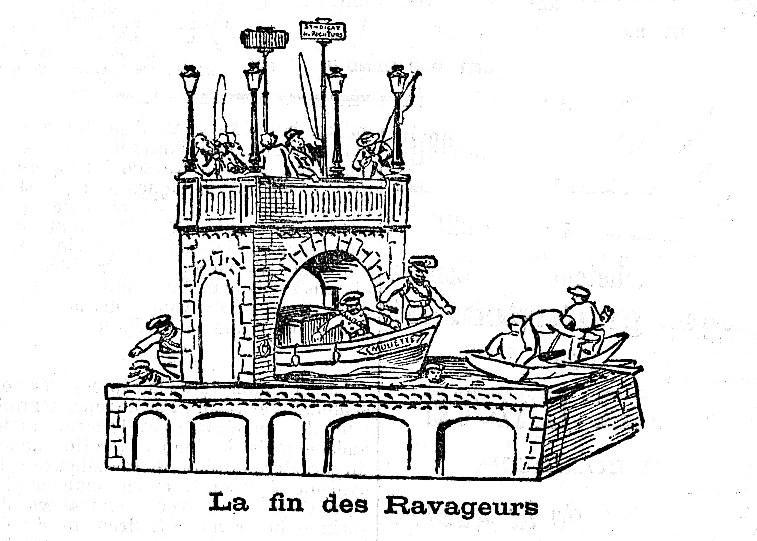
Char de la fin des Ravageurs 1904

## Mi-Carême 1911: 11 chars.

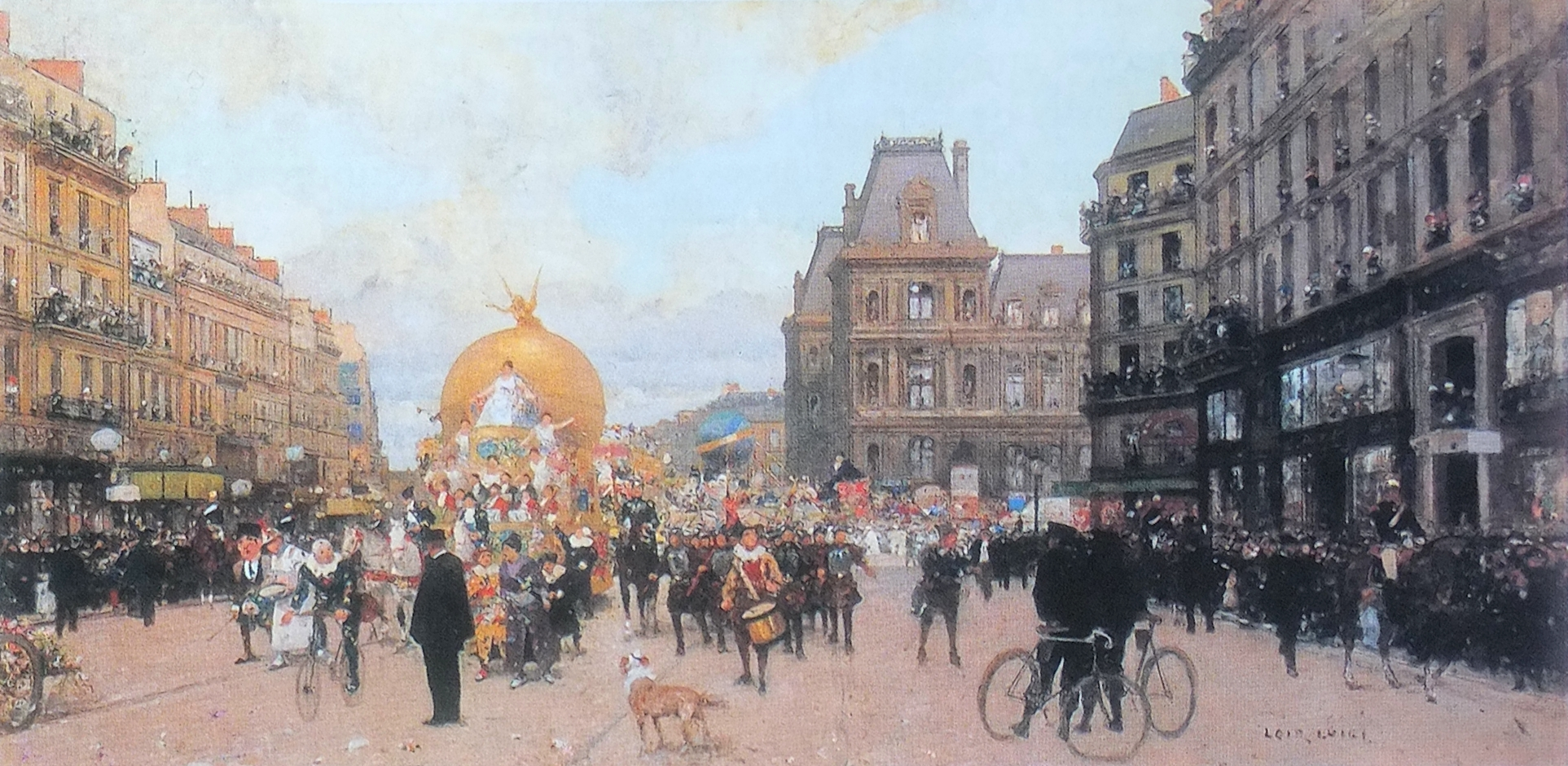
Passage d'un char de carnaval rue de Rivoli, tableau de Luigi Loir, 1912, musée Carnavalet.

Liste donnée par le programme officiel du défilé :
- 1 - la Musique
- 2 - « Énigme »
- 3 - Le « Lâchez-tout », Char dirigeable
- 4 - la Musique (2)
- 5 - des Fleurs
- 6 - la Poésie,  (époque romaine)
- 7 - la Sculpture
- 8 - la Danse
- 9 - la Peinture
- 10 - la Musique (3)
- 11 - la Reine des Reines